# Show (The Cure)
Show è un album live della band inglese The Cure, pubblicato nel 1993.

## Descrizione
Registrato al The Palace di Auburn Hills, Michigan, USA durante le date del 18-19 luglio 1992 del "Wish Tour", questo album immortala il periodo di maggior successo commerciale della band, proponendo quindi alcune delle canzoni più famose del passato (The Walk, Let's Go To Bed, Just Like Heaven...) miste ovviamente a tracce dall'album del momento, Wish.
È uscito in due versioni leggermente differenti: una, pubblicata in Europa, Asia e nella maggior parte del globo, comprende 18 canzoni racchiuse in 2 CD o 2 LP. L'altra, pubblicata in America e Oceania, comprende invece solo 14 canzoni in 1 CD o 1 LP. A complemento della versione con un solo disco, in America e Oceania è uscito un singolo, Sideshow, che include appunto le 4 canzoni mancanti dall'album, tra cui figura l'inedita Tape, l'intro che ha preceduto ogni concerto del tour.

## Il video
Contemporaneamente al disco, è uscito anche un home video con lo stesso nome, contenente le 18 canzoni della versione CD più, dopo esse, altre 5 canzoni dallo stesso concerto, non incluse nel disco: To Wish Impossible Things, Primary, Boys Don't Cry, Why Can't I Be You?, A Forest.

## Tracce

### Versione 2 CD
Disco 1
1. Tape - 2:26
2. Open - 7:20
3. High - 3:31
4. Pictures of You - 7:39
5. Lullaby - 4:25
6. Just Like Heaven - 3:38
7. Fascination Street - 5:01
8. A Night Like This - 4:46
9. Trust - 5:15

Durata: 44:00
Disco 2
1. Doing the Unstuck - 4:21
2. The Walk - 3:33
3. Let's Go To Bed - 3:42
4. Friday I'm In Love - 3:45
5. Inbetween Days - 3:13
6. From the Edge of the Deep Green Sea - 7:55
7. Never Enough - 4:53
8. Cut - 5:25
9. End - 7:58

Durata: 44:44

### Versione 1 CD
1. Open - 7:20
2. High - 3:31
3. Pictures of You - 7:39
4. Lullaby - 4:25
5. Just Like Heaven - 3:38
6. A Night Like This - 4:46
7. Trust - 5:15
8. Doing the Unstuck - 4:21
9. Friday I'm In Love - 3:45
10. Inbetween Days - 3:13
11. From the Edge of the Deep Green Sea - 7:55
12. Never Enough - 4:53
13. Cut - 5:25
14. End - 7:58

## Formazione
- Robert Smith: voce e chitarra
- Simon Gallup: basso
- Porl Thompson: chitarra e tastiere
- Boris Williams: batteria
- Perry Bamonte: chitarra e tastiere